# Plouha
Plouha is een gemeente in het Franse departement Côtes-d'Armor, in de regio Bretagne. De plaats maakt deel uit van het arrondissement Saint-Brieuc. Plouha telde op 1 januari 2022 4.677 inwoners.

## Geografie
De oppervlakte van Plouha bedroeg op 1 januari 2022 39,97 vierkante kilometer; de bevolkingsdichtheid was toen 117 inwoners per km².
De onderstaande kaart toont de ligging van Plouha met de belangrijkste infrastructuur en aangrenzende gemeenten.

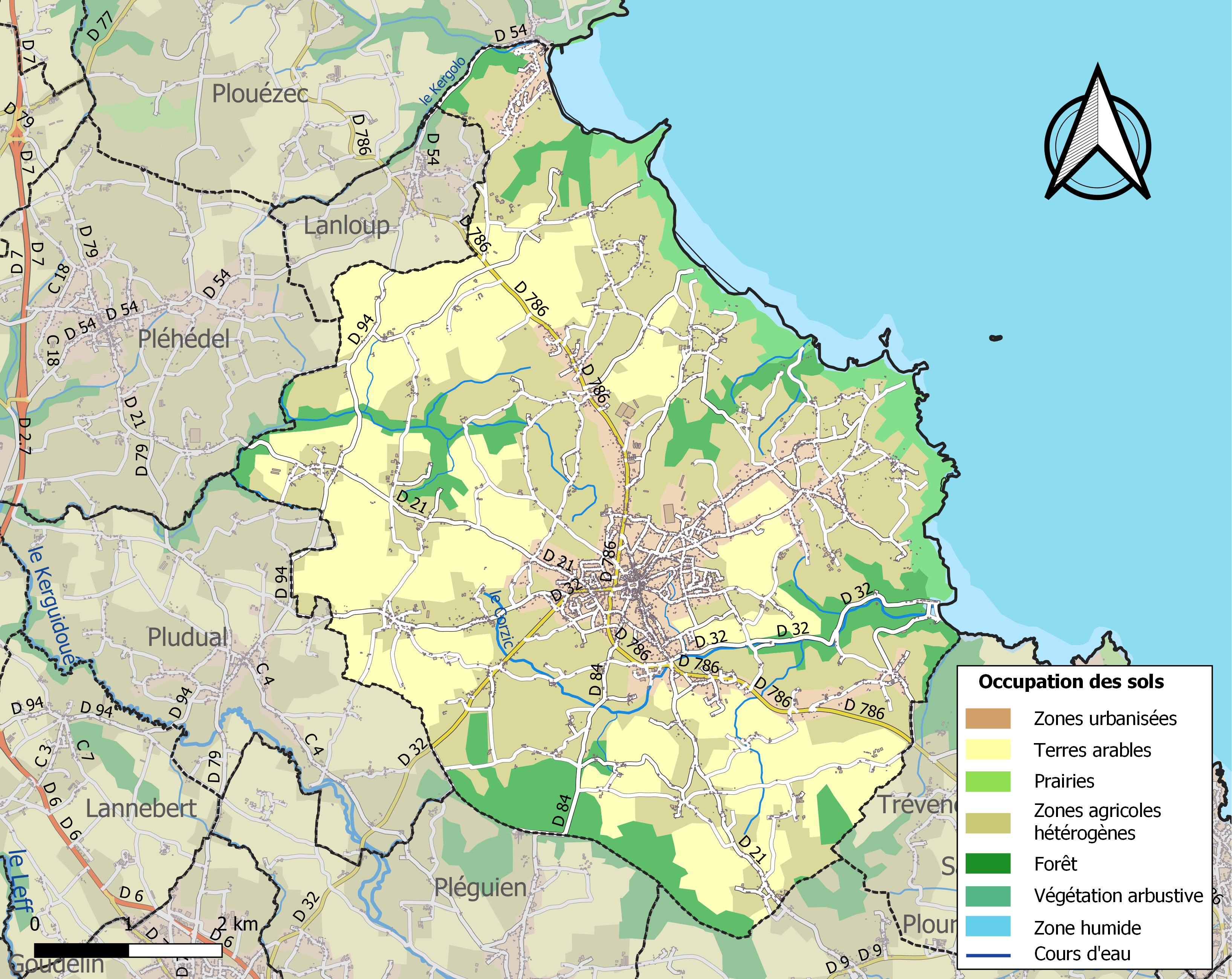

## Demografie
Onderstaande figuur toont het verloop van het inwonertal (bron: INSEE-tellingen). 